# Peba
Peba (Peva), nekoć glavno, danas nestalo pleme porodice Peba-Yagua, koji su živjeli u bazenu Amazone na sjeveru Perua. Jezično su sa srodnim plemenima, među kojima Mooney spominje uz Peba vlastite, Caumari, Cauhuachi (Cavachi), Pacaya i Yagua, činili samostalnu jezičnu porodicu. 
U prvoj poovici 1750,-tih godina uteneljili su za njih isusovački misionari misiju San Ignacio de Pebas koja se održala do protjerivanja isusovačkih misionara 1768., a bilo ih je izgleda i na misiji San Ignacio de Mainas, i još nekima. U provinciji Mainas postojale su tada 33 misije a San Ignacio de Pebas imao je oko 700 stanovnika ibio na 5. mjeszu po brojnosti.
Misiji su prijetili i lovci na robove iz Brazila kao i razne zarazne bolesti. Kako su plemena na misijama govorila različite jezike misionari su uveli quechua kao jezik sporazumijevanja. Nakon protjerivanja isusovaca, misije nastavljaju rad pod okriljen franjevaca. Nakon što se Peru 1821. osnovao posebnu vladu, rad misija je zapušten.
Peba plemena na misijama su se rasipala, dio je nestao miješanjem s okolnim miješamim stanovništvom ili su izgubili identitet s Indijancima iz šume a najveći dio Peba Indijanaca uništile su boginje 1877. godine. Od svih Peba plemena očuvali su se samo Yagua.
Mali gradić Peba u Peruu stoji danas na mjestu nekadašnje misije.